# Herman Grip
Knut Herman Pontus Grip, född 20 maj 1848 i Stockholm, död där 31 januari 1903, var en svensk skådespelare.

## Biografi
Herman Grip var son till handlaren Thure Herman Mauritz Grip. Efter engagemang hos Wilhelm Åhman och Mauritz Pousette 1865–1867 och vid Södra Teatern i Stockholm 1867–1869 kom han 1869 till Kungliga teatrarna. 1878–1888 var Grip premiäraktör och framträdde i ett stort antal roller inom det ungdomliga facket av växlande art som Ernest i Jean-François Bayards och Emmanuel Théaulons Debutanten och hennes far, Junker Claus i Christian Molbechs Ambrosius, Fridolin i Victorien Sardous Fjärilsfebern, Klas i Frans Hedbergs Det skadar inte och Joe i John Baldwin Buckstones En oslipad diamant. Efter att ha lämnat scenen ägnade han sig åt affärsverksamhet.

## Teater

### Roller
| År   | Roll         | Produktion                  | Regi           | Teater                      |
| ---- | ------------ | --------------------------- | -------------- | --------------------------- |
| 1885 | Junker Claus | Ambrosius Chr. K.F. Molbech | Victor Hartman | Kungliga Dramatiska Teatern |